# Кирза

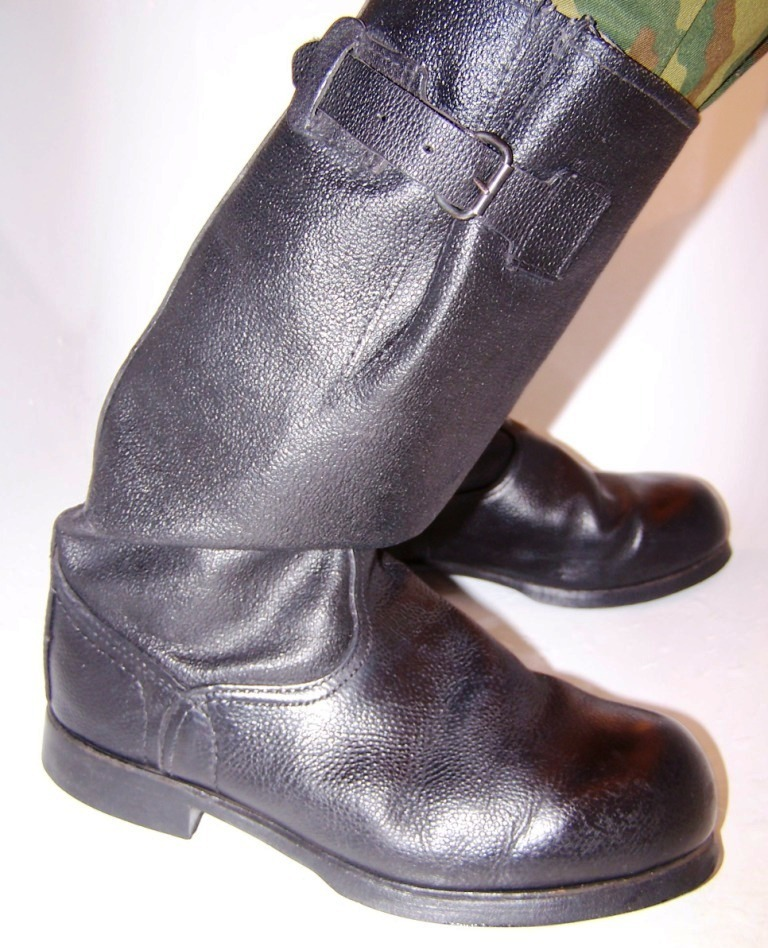
Сапоги российского солдата с юфтевым (яловым) низом и кирзовыми голенищами

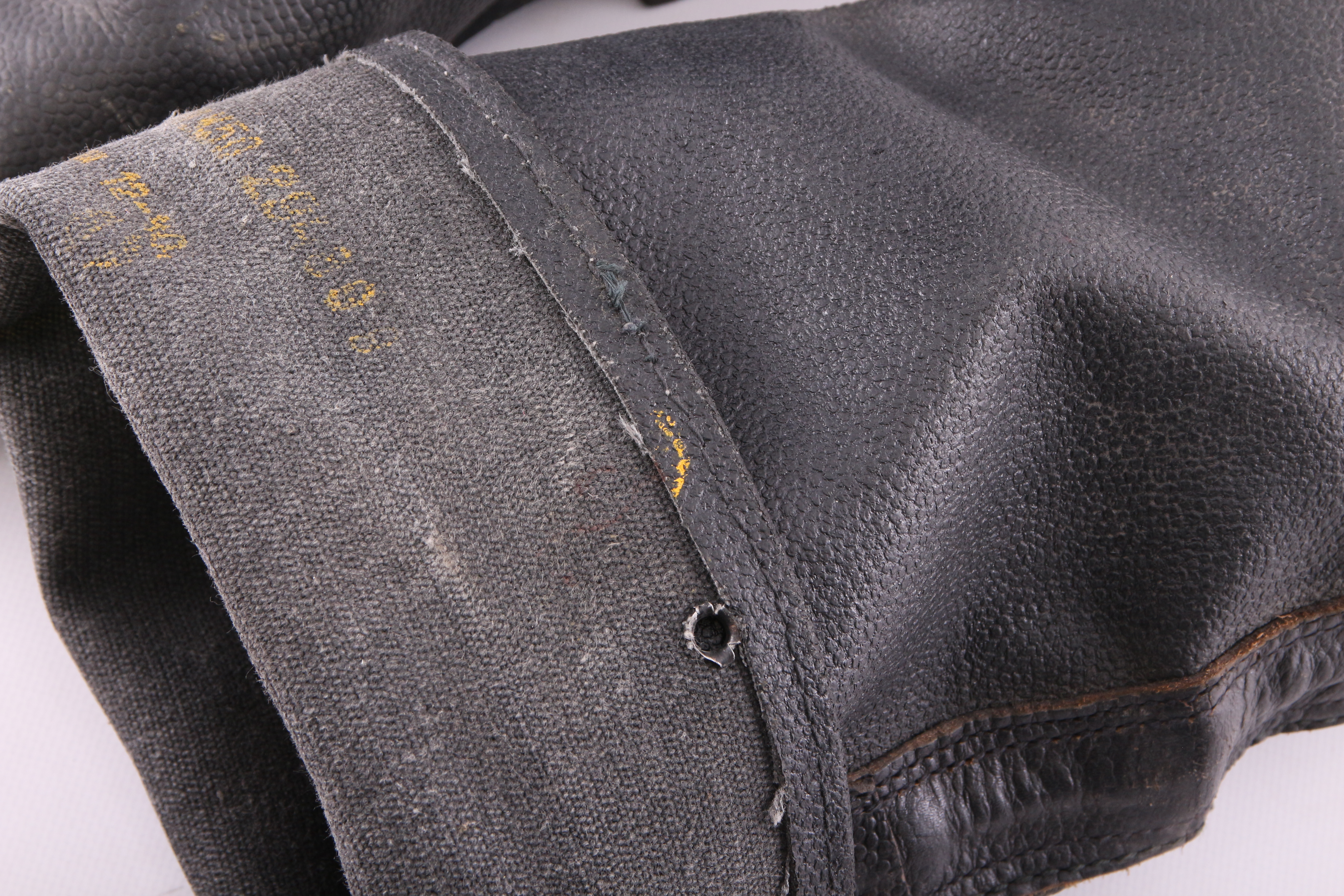
Обратная и фасадная сторона кирзового голенища сапог производства СССР.

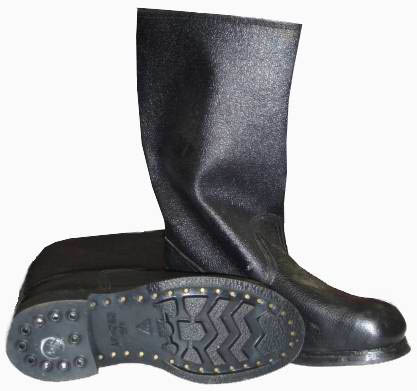
Российские кирзовые сапоги

Кирза́, или ки́рза (первоначально «керза́» англ. kersey — грубое домотканое или техническое сукно, в России каразея) — многослойная плотная прочная хлопчатобумажная ткань и композитный материал на основе такой ткани, обработанной плёнкообразующим составом или прорезиненной.
Существует ошибочная версия, что название «кирза» возникло в период Великой Отечественной войны как сокращение от «Кировского завода искусственных кож», где было развёрнуто массовое производство заменителя кожи на основе многослойной ткани с пропиткой из синтетического каучука. Однако ещё в начале XX века подобный материал с пропиткой из яичного желтка, канифоли и парафина изготовил российский изобретатель Михаил Михайлович Поморцев. Под названием керза́ его изобретение получило одобрение Артиллерийского комитета как заменитель кожи. Новый материал прошёл испытания во время Русско-японской войны, использовался для производства конской амуниции, сумок и чехлов. Демонстрировался на Всемирной выставке в Льеже в 1905 и в Милане в 1906 году. Со временем буква «е» в его названии поменялась на «и».
Кирза применяется при изготовлении спецодежды и элементов военного снаряжения (как пример: в СССР и в РФ из кирзы шили танковые комбинезоны, зимние куртки техсостава авиации и др.). Однако термин чаще используется в отношении обувной кирзы — композитного материала, состоящего из обработанной плёнкообразующими веществами многослойной ткани (фактической кирзы). Этот материал применяется как дешёвый заменитель кожи. Поверхность обувной кирзы подвергают тиснению для имитации фактуры свиной кожи. Применяется в основном в производстве голенищ армейских сапог, а также для изготовления прорезиненных приводных ремней, патронных сумок, планшетов и так далее.

## История изобретения
Клеёнчатые материалы с пропиткой из различных доступных населению материалов использовались с доисторических времён. Европейцы пропитывали материю льняным маслом для придания такому материалу водозащитных качеств. Известно, что методом промасливания ткани викинги придавали парусам своих драккаров дополнительную прочность и защиту от воды и соли. Широкое применение ещё у доколумбовых индейцев-ацтеков приобрели изделия из ткани с пропиткой из латекса (плащи и башмаки), в основном сделанного из молочка дерева Castilla elastica. Позднее, в первой половине XIX века, популярность приобрели изделия с пропиткой из каучука (плащи-макинтоши).
Схожую технологию пропитки ткани различными натуральными материалами разрабатывали также производители линолеума. 1627 год отмечен появлением производства «промасленного полотна», которое можно считать дальним предком линолеума. Примерно через сто лет зафиксировано его применение в качестве напольного покрытия. Натан Смит запатентовал этот материал в 1763 году с таким описанием: «… на ткани находится покрывающая её масса из смеси смолы, живицы, испанского коричневого красителя, пчелиного воска и льняного масла, которая наносится в горячем состоянии».
В России царское правительство, весьма обременённое расходами по снабжению огромной армии, было заинтересовано в разработке материалов, пригодных для замены дорогостоящей кожи. Некоторые элементы солдатской экипировки, как, например, ранцы, вполне можно было заменить недорогими суррогатами — вещмешками, изготовленными из брезента (парусины, пропитанной озокеритовым составом или другими водоотталкивающими химикатами). Однако по большей части кожевенные элементы амуниции эрзацами заменять в то время консервативные военачальники не решались. До появления автотранспортных средств обувь была важнейшим элементом солдатской экипировки, поскольку пехота по определению передвигалась пешком. Некачественная обувь не только быстрее изнашивалась, но и натирала солдатские ноги, тем самым снижая боеспособность войск. В одном из приказов генерала Скобелева говорится: «первое, что при невнимании становится негодным в походе, это — сапоги, и тогда здоровый, крепкий, храбрый солдат становится также негодным».
Только на солдатские сапоги накануне Первой мировой войны российская казна ежегодно выделяла около 3 млн рублей. Весь бюджет министерства иностранных дел в то время составлял около 12 млн рублей.
Изобретателем кирзы, согласно архивам Политехнического музея, считается Михаил Поморцев. С 1903 года Поморцев стал проводить опыты с заменителями каучука, причём только с теми, составляющие которых производились в России. Уже в 1904 году он получил водонепроницаемый брезент, с успехом испытанный в качестве материала чехлов для артиллерийских орудий и фуражных мешков. Работы над непромокаемыми тканями натолкнули учёного на поиск такого материала для пропитки, который придавал бы тканям свойства кожи. Михаил Михайлович нашёл такой состав эмульсии, состоящей из смеси яичного желтка, канифоли и парафина, пропитал ею многослойную хлопчатобумажную ткань и получил ткань, непроницаемую для воды, но проницаемую для воздуха — сочетание свойств, характерное для натуральной кожи и определяющее её гигиенические качества. Назван был полученный материал «кирза». Ткань была успешно испытана в 1904 году во время Русско-японской войны как материал для изготовления конской амуниции, сумок, чехлов и т. п. Образцы тканей, разработанных по методу Поморцева, экспонировались Министерством промышленности на международных выставках в Льеже (Всемирная выставка, июль 1905 года) и Милане (Всемирная выставка, июнь 1906 года). В Милане труд Михаила Михайловича был отмечен Золотой медалью. Кроме того, за разработку способов получения заменителей кожи он получил поощрительный отзыв на Воздухоплавательной выставке в Петербурге (1911) и был награждён Малой серебряной медалью на Всероссийской гигиенической выставке в Петербурге в 1913 году.
Когда началась Первая мировая война, М. М. Поморцев предложил безвозмездно использовать изобретённые им заменители кожи для изготовления солдатских сапог (в условиях острой нехватки обуви в войска поставляли какую угодно обувь — от лаптей до «парусиновых сапог» и ботинок, обувь, частично или полностью сделанную из брезента). По результатам испытаний опытных партий Военно-промышленный комитет рекомендовал изготовить крупную партию таких сапог для войск, но фабрикантам кожаной обуви это было невыгодно, и они всячески препятствовали передаче заказа, а после кончины Михаила Михайловича в 1916 году и вовсе похоронили это дело.
Второе рождение кирзы произошло благодаря другим русским учёным — Борису Бызову и Сергею Лебедеву. Они разработали метод получения весьма дешёвого искусственного бутадиен-натриевого каучука, но оба учёных скончались в 1934 году — сразу после начала получения каучука в промышленных масштабах. Уже через год инженеры Александр Хомутов и Иван Плотников сконструировали технологическое оборудование и, используя незадолго до этого разработанный материал и метод Поморцева, получили первую советскую кирзу.
Качество первой советской кирзы, где вместо состава Поморцева использовался незадолго до этого полученный синтетический каучук, оставляло желать лучшего: материал трескался и ломался. Вследствие неудовлетворительности производимой обуви, а также достаточного количества натуральной кожи для её изготовления, про кирзу вскоре забыли. Однако к началу Великой Отечественной войны обнаружилось, что натурального материала для производства обуви стало катастрофически не хватать. Поэтому было решено вновь наладить производство кирзы. В августе 1941 года Ивана Плотникова назначили главным инженером завода «Кожимит», дали ему в распоряжение несколько научных работников и поставили задачу — усовершенствовать технологию изготовления кирзы. Сроки были крайне сжаты. Множество советских учёных и исследователей работали над усовершенствованием кожзаменителя, и примерно через год производство материала и пошив сапог были налажены. Обувь из усовершенствованной кирзы оказалась лёгкой, прочной и удобной, отлично держала тепло и не пропускала влагу. 10 апреля 1942 года постановлением СНК СССР Александру Хомутову, Ивану Плотникову и ещё семи работникам промышленности искусственных кож была присуждена Сталинская премия 2-й степени за коренные усовершенствования методов производственной работы в производстве заменителей кожи для армейских сапог.

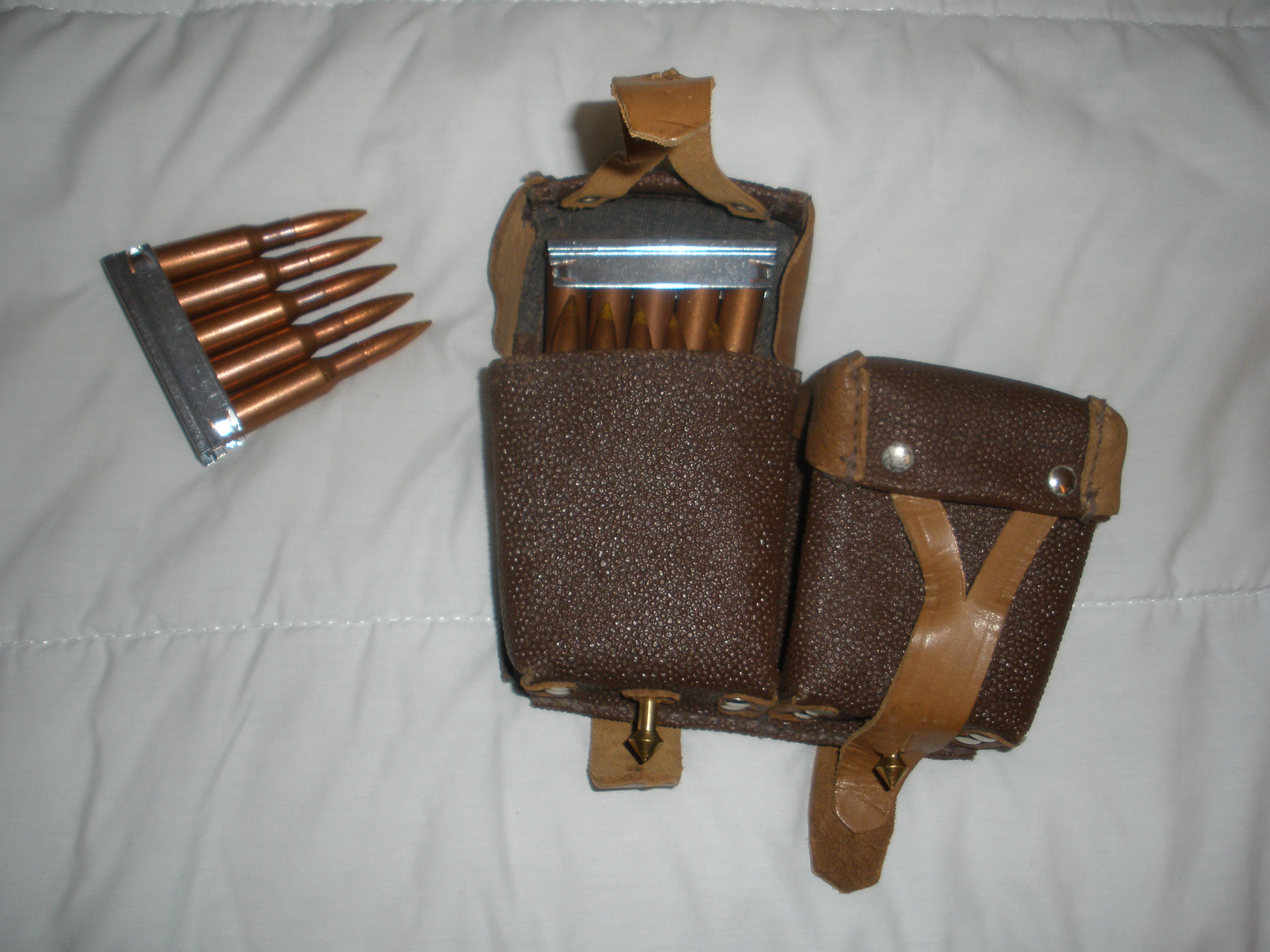
Боекомплект к винтовке Мосина, снаряжённый в обоймы, и сумка поясная патронная двухгнёздная. Изготавливается из кожи, брезента, кирзы

С тех пор СССР, а позднее Россия является крупнейшим в мире производителем кирзы. Около 85 % современного производства кирзы в России предназначено для изготовления армейской обуви (сапог и ботинок). Помимо кирзы, в производстве армейской обуви применяется юфть. Использование кирзы позволяет значительно облегчить и удешевить обувь. Большая часть сапог является комбинированной: 15 % (нижняя часть, в том числе носок) изготавливается из юфти, остальная часть (в том числе голенище) — из кирзы (артикул «Сапоги юфтевые, 15 %»). Всего к настоящему времени[уточнить] произведено около 150 миллионов пар кирзовой обуви.

## Способы производства
При советской власти в качестве основы для кирзы использовали грубоватую и недорогую многослойную хлопчатобумажную ткань, которую затем пропитывали синтетическим каучуком, чтобы добиться водонепроницаемости. Основой для более современной кирзы являются лёгкие нетканые материалы с хаотически расположенными волокнами, которые тоже пропитывают специальной синтетикой для придания влагостойкости. После этого производится тиснение под свиную кожу — ради того, чтобы готовый материал выглядел более эстетично.

## Интересные факты
- 3 мая 2010 года в селе Новиково Староюрьевского района Тамбовской области на здании местного профессионального училища появилась мемориальная доска, на которой изобретателем кирзы назван Иван Плотников, хотя с кирзой его связывает только усовершенствование производственных методов при производстве обувной кирзы в соавторстве с Александром Хомутовым. Вероятной причиной путаницы могла послужить вышедшая в 2005 году в газете «Аргументы и факты» статья журналиста Дмитрия Ганцева «В кирзе по Европе»[15], содержащая ошибочную, не соответствующую историческим фактам информацию.
- В ПГТ Звёздный в Пермском крае установлен бронзовый памятник в виде пары кирзовых сапог. Вес памятника — около 40 килограммов.

## Комментарии
1. ↑  Скорее всего по историческому месту производства, деревне Керзей, графство Суффолк[3].